# Eurocom Studio
Eurocom Studio (dawniej Studio Eurocom) – studio dubbingowe mające swoją siedzibę w Warszawie, powstałe w 1990 roku jako spółka z udziałem kapitału francuskiego. Dawniej zajmowało się również dystrybucją filmów w kinach i na kasetach wideo. Obecnie sprzedaż praw emisyjnych została przeniesiona na odrębną spółkę Eurocom Media.
Studio dawniej wykonywało zlecenia dla Telewizji Polskiej, Canal+, Disney XD, ZigZap, Fox Kids/Jetix. W ostatnich latach stworzyło dubbingi dla Disney Channel (Polska) i wersje lektorskie dla TV Puls.

## Dystrybucja na kasetach wideo
Obecnie Eurocom Studio nie zajmuje się dystrybucją kaset wideo. Dawniej studio wydało następujące tytuły:
- Denver, ostatni dinozaur[2]

- Dinusiowa kraina bajek[3]
- Diplodo
- Gwiazdkowe opowieści[4]
- Inspektor Gadżet (wersja z 1991 roku)
- Kizia i Mizia[5]
- Łebski Harry (wersja z 1990 roku)
- Mały lord[6]
- O czym szumią wierzby[7]
- Quasimodo - dzwonnik z Notre Dame[8]
- Sylvan
- Ulisses 31
- Wesoła siódemka (wersja z 1990 roku)
- Zakochane bobasy